# Belalang
Belalang is een bestuurslaag in het regentschap Tabanan van de provincie Bali, Indonesië. Belalang telt 2461 inwoners (volkstelling 2010).